# Caulobacteraceae
Las Caulobacteraceae son una familia de las proteobacteria, con su propio orden dentro del subgrupo alpha.
- Datos: Q140577
- Multimedia: Caulobacteraceae / Q140577
- Especies: Caulobacteraceae